# Ind
Ind (Sanskrt: Sindhu;) je najduža i najvažnija rijeka u Pakistanu. Izvire na Tibetanskoj visoravni u blizini Jezera Mansarovar, te teče kroz Jammu i Kashmir u Indiji i Sjevernim područjima Pakistana, pa prema jugu kroz Pakistan gdje se ulijeva u Arapsko more u blizini grada Karachija. Ukupna dužina rijeke je 3200 km (1988 milja).
Ind daje vodne resurse ključne za ekonomiju Pakistana - posebno za žitnicu provincije Punjab, u kojoj se proizvodi najveći dio poljoprivrednih proizvoda te Sindh. Također podržava mnoge teške industrije i predstavlja glavni izvor pitke vode u Pakistanu.
Krajnji izvor Inda je u Tibetu; rijeka započinje na ušću rijeka Sengge i Gar koje nose vodu iz gorja Nganglong Kangri i Gangdise Shan. Ind prvo teče na sjeverozapad kroz Ladakh-Baltistan u Gilgit, južno od gorja Karakoram. Shyok, Shigar i Gilgit potom nose ledenjačke vode u glavni tok. Postupno se zavija prema jugu, izlazeći iz brda između Peshawara i Rawalpindija. Ind prolazi kroz divovske kanjone (5.000-5.100 m) između masiva Nanga Parbat. Brzo teče kroz Hazaru, te je prepriječen branom kod Rezervoara Tarbela. Rijeka Kabul utječe u njega kod Attocka. Ostatak njegovog toka prema moru je u ravnicama Punjaba i Sinda, te rijeka dobiva spori tok s mnogo rukavaca. Rijeka Panjnad utječe u nju kod Mithankota. Iza ovog je rijeka nekada bila nazivana Satnad River (sat = sedam, nadi = rijeka) zato što je nosila vodu rijeka Kabul, Ind i pet rijeka Punjaba. Nakon što prođe kroz Hyderabad, završava u velikoj delti istočno od Karachija.
Ind je po svom volumena najveća egzotična rijeka (ona koja uglavnom teče kroz rijeku iz koje ne prima većinu vode) na svijetu. Predstavlja jednu od nekoliko rijeka u svijetu koje imaju riječne plimne valove. Sistem Inda uglavnom vodom napune snijeg i ledenjaci Karakorama, Hindukuša i himalajskih gorja Tibeta, Kašmira i sjevernih područja Pakistana. Na tok znatno utječu godišnja doba - mnogo je manji zimi, dok se obale poplavljuju u monsunskim mjesecima od srpnja do rujna. Također postoje dokazi o postupnom micanju rijeke od prapovijesnih vremena - skrenula je zapadno od Ranna od Kutcha. Službeno se naziva Nacionalnom rijekom Pakistana, na urdu Qaumi Daryaa.

## Vanjske poveznice
|  | Zajednički poslužitelj ima još gradiva o temi Ind |

- Bibliography on Water Resources and International Law  Arhivirana inačica izvorne stranice od 9. veljače 2011. (Wayback Machine) See Indus River. Peace Palace Libray
- Northern Areas Development Gateway
- The Mountain Areas Conservancy Project
- Indus River watershed map (World Resources Institute)  Arhivirana inačica izvorne stranice od 13. travnja 2005. (Wayback Machine)
- Indus Treaty
- Baglihar Dam issue  Arhivirana inačica izvorne stranice od 17. lipnja 2005. (Wayback Machine)
- Indus